# Greg Classen
Gregory Dean „Greg“ Classen (* 24. August 1977 in Aylsham, Saskatchewan) ist ein ehemaliger deutsch-kanadischer Eishockeyspieler, der 90 Partien in der National Hockey League absolvierte. Außerdem spielte der Center im Verlauf seiner Karriere unter anderem für die Hamburg Freezers, Iserlohn Roosters, Kölner Haie und den ERC Ingolstadt in der Deutschen Eishockey Liga sowie die Rapperswil-Jona Lakers in der National League A in der Schweiz.

## Karriere
Nachdem Classen zunächst in seiner Heimat für die Nipawin Hawks in der unterklassigen kanadischen Juniorenliga Saskatchewan Junior Hockey League gespielt hatte, wechselte er 1998 ans Merrimack College und spielte dort für die Merrimack College Warriors in der Hockey East, einer Liga im Spielbetrieb der National Collegiate Athletic Association. In seiner ersten Spielzeit am College wurde der Center ins All-Rookie-Team gewählt und blieb zunächst noch ein weiteres Jahr.
Am Ende der Saison 1999/00 unterzeichnete er als Free Agent bei den Nashville Predators seinen ersten Profivertrag und kam bei deren Farmteam, den Milwaukee Admirals, in der International Hockey League zu seinem Profidebüt. Anschließend spielte Classen drei Jahre sowohl in der IHL und der American Hockey League, in die die Admirals gewechselt waren, als auch in der National Hockey League, wo er in 90 Partien 17 Scorerpunkte erzielen konnte. In der Saison 2003/04 spielte der Linksschütze nur noch in der AHL, schaffte es aber mit seinem Team die reguläre Saison und die Play-offs für sich zu entscheiden und gewann den Calder Cup.
Anschließend wechselte der Angreifer nach Europa, wo er zunächst für Porin Ässät in der finnischen SM-liiga spielte. In der Saison 2005/06 kehrte Classen zurück zu den Admirals und erreichte erneut das Finale um den Calder Cup, entschied sich nach der Saison jedoch für einen Wechsel nach Deutschland, das Geburtsland seines Vaters. Er unterschrieb einen Vertrag bei den Hamburg Freezers aus der Deutschen Eishockey Liga. Bereits im nächsten Jahr spielte der Kanadier wieder in Nordamerika, diesmal für die Manitoba Moose. Auch hier blieb er nur eine Saison und schloss sich anschließend den Providence Bruins an. Nach nur einem Spiel ging es für Classen weiter zu den San Antonio Rampage, die er nach 19 Spielen ebenfalls verließ.
Noch bevor er ein Spiel für sein neues Team, die Rochester Americans, bestreiten konnte, unterzeichnete der Stürmer einen Vertrag bis zum Ende der Spielzeit 2008/09 bei den Iserlohn Roosters aus der Deutschen Eishockey Liga, die ihn als Ersatz für den Langzeitverletzten Brad Tapper verpflichteten. Nach der Saison erhielt Classen kein neues Vertragsangebot und wechselte im Oktober 2009 zum EHC Basel in die Schweizer National League B. Da er in der Schweiz jedoch innerhalb eines Jahres für drei verschiedene Teams zum Einsatz kam, wechselte er im Sommer 2010 zurück nach Deutschland, wo er einen Vertrag bei den Kölner Haien unterzeichnete, mit denen er 2013 ins Finale der DEL-Playoffs einzog. 
Im August 2013 unterzeichnete er einen zunächst auf zwei Monate befristeten Vertrag beim ERC Ingolstadt, der ursprünglich nur für die European Trophy gelten sollte. Schließlich wurde er auch für die DEL lizenziert und sein Vertrag bis Saisonende verlängert. Als Tabellenneunter in die Playoffs gestartet, konnte Classen mit dem ERC am Ende die Deutsche Meisterschaft feiern.
Für die Spielzeit 2014/15 wechselte Greg Classen in die zweite deutsche Eishockeyliga zu den Lausitzer Füchsen nach Weißwasser. Nach Saisonende wurde er am 14. März 2015 bei einem Messerangriff in Dresden schwer verletzt. Er musste zwei Monate lang im Krankenhaus behandelt werden. Der Täter wurde nie ermittelt. Classen verließ die Füchse nach Beendigung der Saison 2015/16 und wurde Ende August 2016 vom DEL2-Konkurrenten Starbulls Rosenheim unter Vertrag genommen. Seine Karriere ließ er von 2017 bis 2019 bei den Rostock Piranhas in Doppelfunktion als Spieler und Co-Trainer ausklingen.

## Erfolge und Auszeichnungen
- 1999 Hockey East All-Rookie Team
- 2004 Calder-Cup-Gewinn mit den Milwaukee Admirals
- 2014 Deutscher Meister mit dem ERC Ingolstadt

## Karrierestatistik
(Legende zur Spielerstatistik: Sp oder GP = absolvierte Spiele; T oder G = erzielte Tore; V oder A = erzielte Assists; Pkt oder Pts = erzielte Scorerpunkte; SM oder PIM = erhaltene Strafminuten; +/− = Plus/Minus-Bilanz; PP = erzielte Überzahltore; SH = erzielte Unterzahltore; GW = erzielte Siegtore; 1 Play-downs/Relegation; Kursiv: Statistik nicht vollständig)